# Jörg Streli
Jörg Streli (* 26. März 1940 in Innsbruck; † 13. Februar 2019 ebenda) war ein österreichischer Architekt und Hochschullehrer. Er wirkte über Jahrzehnte mit zwei Kollegen im Architekturbüro Heinz & Mathoi & Streli.

## Leben
Streli wurde in Innsbruck geboren. Er studierte Architektur an der Technischen Hochschule Wien von 1958 bis 1964. Nach einigen Jahren Praxis wurde er 1969 Assistent am Institut für Hochbau der Universität Innsbruck, wo er bis 1976 war. Von 1992 bis 1997 hatte er einen Lehrauftrag an der Universität.

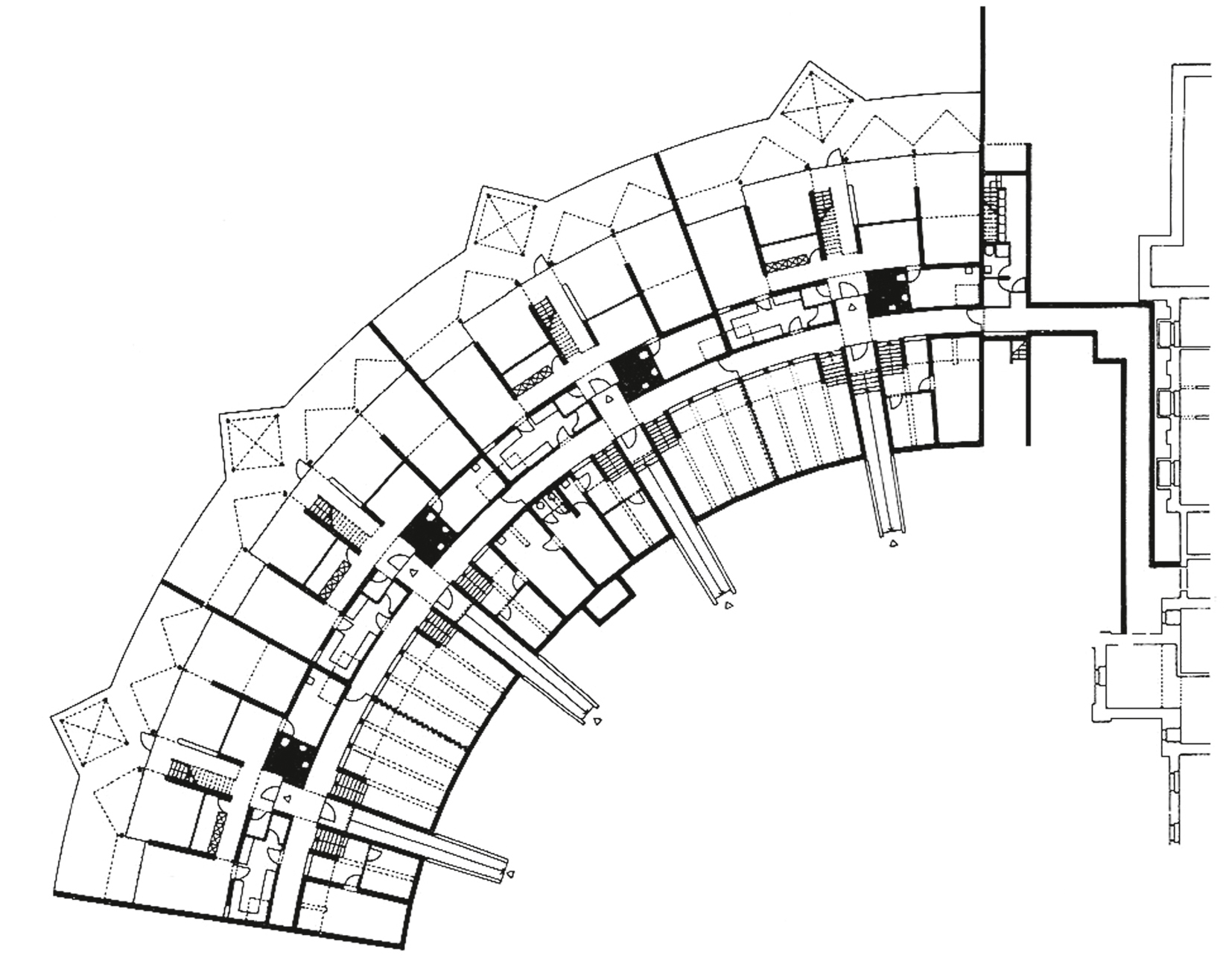
Grundriss des Landesjugendheims in Jagdberg, Schlins

Ab 1973 schloss sich Streli mit zwei Kollegen zusammen, Karl Heinz und Dieter Mathoi. Sie gründeten das Architekturbüro Heinz & Mathoi & Streli. Die von ihnen gebaute Landesberufsschule für Vorarlberg in Feldkirch erhielt 1981 den Österreichischen Bauherrenpreis. Während sie viele Projekte gemeinsam durchführten, verfolgte jeder auch individuelle Aufgaben. Streli baute bevorzugt Einfamilienhäuser, wobei er die Wünsche des Bauherren und die Gegebenheiten des Bauplatzes berücksichtigte. Inspiriert von Vorbildern wie Clemens Holzmeister, Josef Lackner, Lois Welzenbacher und Frank Lloyd Wright, fand Streli zu einem persönlichen Stil, der auf seiner Liebe zur Natur und zu traditionellen ländlichen Bauformen geprägt war. Holz wurde ein bevorzugtes Material. Streli wirkte zunehmend auch in städtischer Umgebung. Zusammen bauten die drei Architekten zum Beispiel ein Gruppenwohnheim in Jagdberg, Schlins, Vorarlberg, das 1984 fertiggestellt wurde.

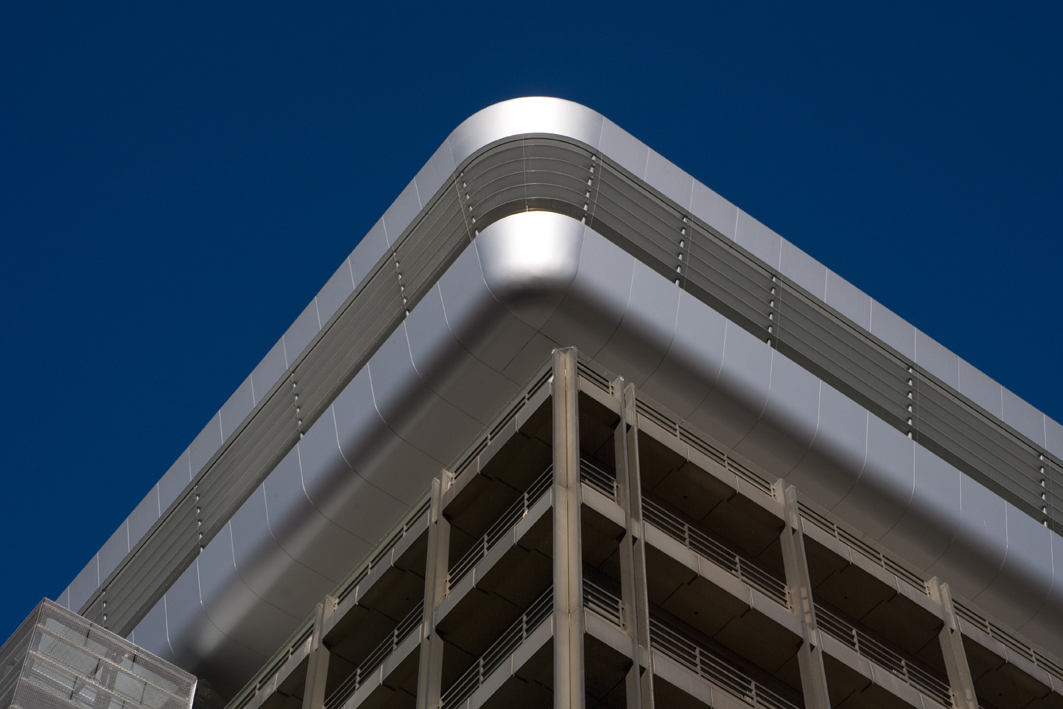
Erweiterung des Universitätskrankenhauses Innsbruck, fertiggestellt 2008

Ein weiteres gemeinsames Werk war die Aufstockung der Frauen- und Kopfklinik in Innsbruck, bei dem sie ein bestehendes Gebäude um zwei Stockwerke erweiterten. Das Projekt wurde von 2006 bis 2008 gebaut und für den Preis der Fundació Mies van der Rohe 2009 nominiert. 2008 veröffentlichte Springer einen Überblick ihrer Werke, sowohl der gemeinschaftlichen als der individuellen, Heinz-Mathoi-Streli / Architekten /  Bauten und Projekte / Buildings and Projects, mit Beiträgen der Architekturkritiker Friedrich Achleitner und Otto Kapfinger. Im selben Jahr lösten die Architekten ihr gemeinsames Büro auf. Streli baute in Innsbruck ein Haus für Drogenabhängige, genannt Mentlvilla, gegenüber Welzenbachers Adambräu, das inzwischen das Architekturzentrum Tirol beherbergt. Das Haus für Suchtkranke wird von der Caritas geführt und bietet Unterkunft und ärztliche Betreuung. Es wurde für den Architekturpreis Tirol 2016 nominiert.
Von 1983 bis 1994 war Streli auch Vorsitzender des Architekturbereichs an der Ingenieur- und Architektenkammer für Tirol und Vorarlberg. Von 1993 bis 1995 war er Mitglied des Beirates für Stadtgestaltung in Linz.
Bauten von Streli wurden in der internationalen Ausstellung Autochthone Architektur in Tirol gezeigt, unter anderem in München. Er war Mitglied in der Jury für Ausschreibungen, zum Beispiel für einen neuen Universitätsplatz in Brixen 2014.
Jörg Streli starb in Innsbruck am 13. Februar 2019. Er wurde am alten Höttinger Friedhof bestattet.

## Bauten
Unter seinen Werken für Heinz & Mathoi & Streli befinden sich Machbarkeitsstudien, Stadtplanung, Wohngebäude, Kindergärten, Schulen, Sporteinrichtungen, Geschäfte, Büros, Industrie- und Verkehrsbauten, zum Beispiel:
- 1978: Hauptschule in Fulpmes

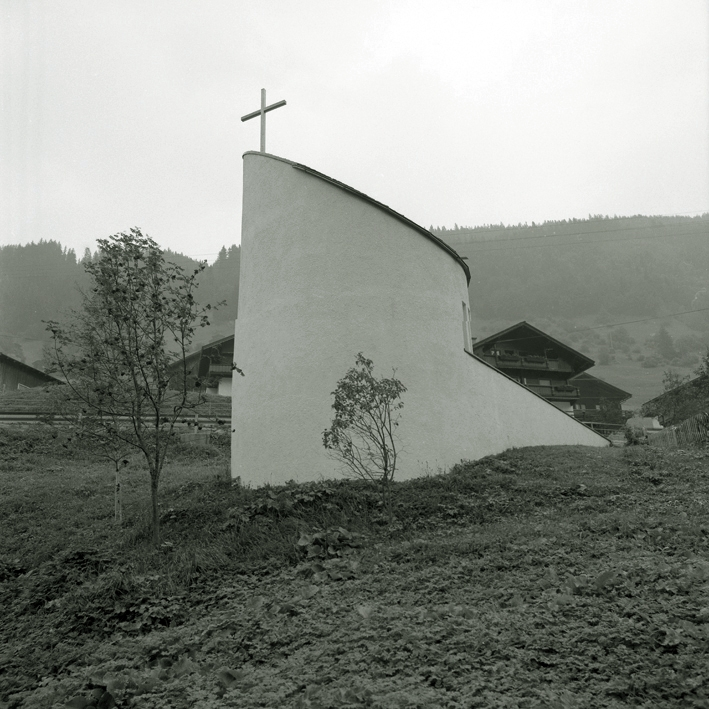
Kapelle Innerberg

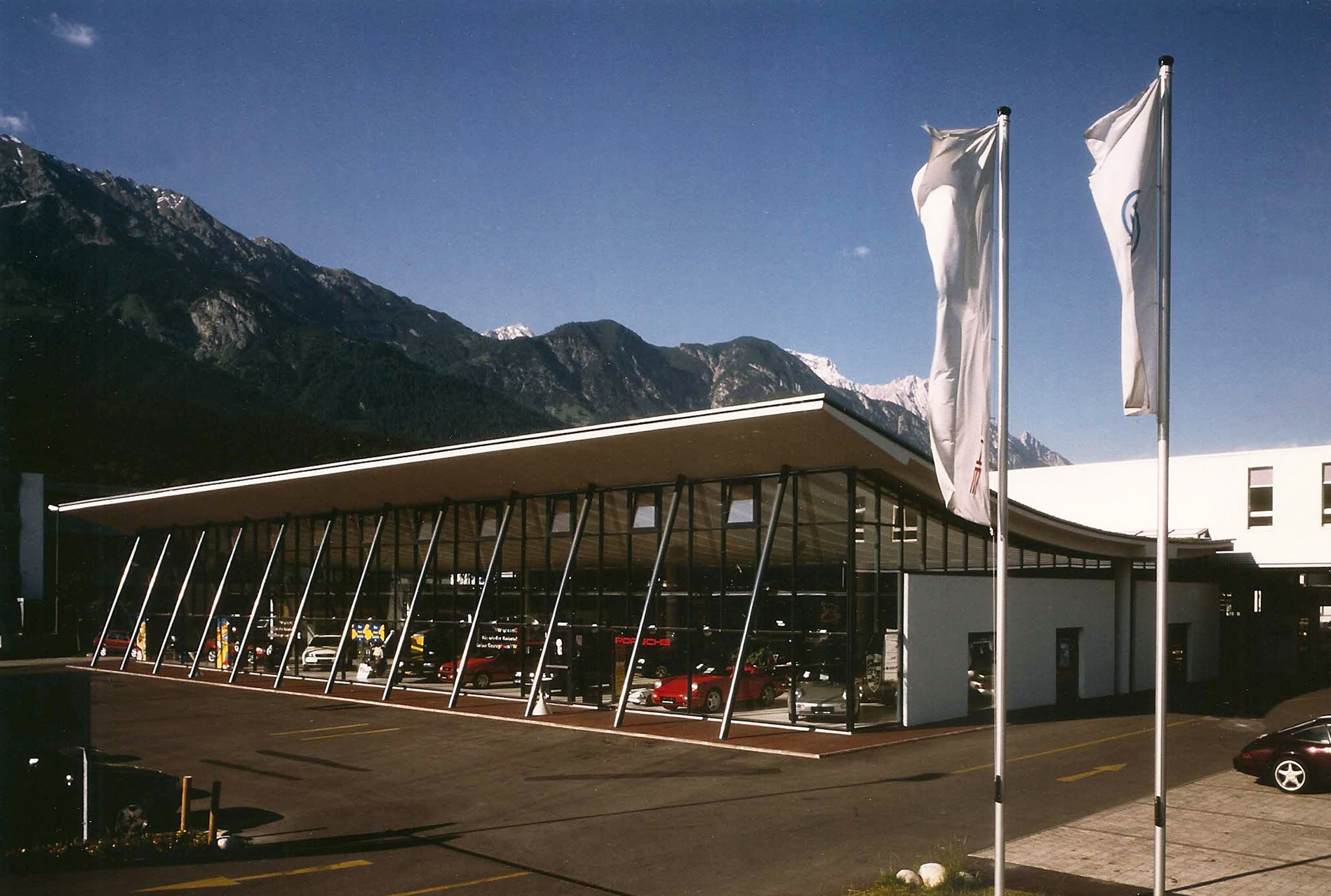
Autohaus Vowa

- 1978: Fremdenverkehrsfachschule in Zell am Ziller
- 1980: Landesberufsschule Feldkirch in Feldkirch
- 1981: Kapelle Innerberg in Finkenberg
- 1982: Modegeschäft Einwaller Anna in Innsbruck
- 1983: Doppelhaus Knofler/Mikuz, Innsbruck
- 1984: Landesjugendheim Jagdberg in Schlins
- 1987: Krankenpflegeschule in Feldkirch
- 1987: Stationen der Seilbahn Hochbrixen in Brixen im Thale
- 1989: Volksschule in Igls
- 1990: Porsche Interauto Verkaufscenter in Innsbruck
- 1993: MPreis Barwies in Mieming
- 1993: Bürohaus EBB in Innsbruck
- 1994: Eisenbahnumfahrung Innsbruck in Mils
- 1995: Autohaus Vowa in Innsbruck
- 1996: Mehrzweckgebäude mit Rasthaus an der Europabrücke
- 1996: Wohnanlage und Bürohaus in Innsbruck
- 1998: Totenkapelle an der Pfarrkirche Herz Jesu in Stans
- 1999: Hotelfachschule Villa Blanka in Innsbruck
- 2001: Landesfeuerwehrschule Tirol in Telfs
- 2004: HTBL und VA Mödling in Mödling
- 2005: MPreis Bramberg in Bramberg
- 2006: Naturparkhaus Ginzling, als Verwaltungs- und Ausstellungsgebäude konzipiert und 2008 fertiggestellt
- 2008: Aufstockung der Frauen- und Kopfklinik in Innsbruck